# Antonín Bouček
Antonín Bouček (22. června 1880 Vyšehrad – 15. února 1947 Praha) byl český novinář, spisovatel, překladatel a vydavatel. Používal též pseudonym Gustav Bouda.

## Život
Narodil se na Vyšehradě u Prahy. Studoval na gymnáziu, zpočátku ve Spálené ulici, od sexty do reálného gymnázia v Křemencově ulici. Pro účast na schůzi sociálně demokratické strany a následné demonstraci byl zatčen a vyšetřován. Poté studium předčasně ukončil. Pak byl po celý život činný jako novinář. Zpočátku byl anarchista, v roce 1910 vstoupil do sociálně demokratické strany. Když se spisovatel Jaroslav Hašek, který se s Boučkem přátelil od jejich anarchistických dob, zúčastnil v roce 1911 se svou Stranou mírného pokroku v mezích zákona volební kampaně do rakouské Říšské rady, Bouček se této politické parodie zúčastnil a dočasně se stal tajemníkem strany.
V letech 1914-1917 a 1919-1920 pracoval jako redaktor sociálně demokratických stranických novin Právo lidu. V různých vnitrostranických sporech podporoval levé křídlo strany. V letech 1920 až 1933 (až do odchodu do důchodu) byl redaktorem Rudého práva; jako redaktor Rudého práva byl několikrát vězněn. Byl zakládajícím členem Komunistické strany Československa. Byl redaktorem českého vydání Inprekoru ( Mezinárodní tiskové korespondence), zpravodaje Kominterny; jako redaktor Inprekoru pracoval v letech 1926 až 1932 v Berlíně, kde byl v prosinci 1932 jako „nepohodlný cizinec“ zatčen; propuštěn pak byl až po zákroku Mezinárodní novinářské unie.
Byl také vydavatelem, příležitostně pracoval jako překladatel.

## Dílo
- Staré české válečnictví (Relikvie a kapitolky). 1915
- Mistr Jan Hus a nábožensko-sociální proudy doby. 1919
- Bílá Hora a 28. říjen. Úpadek a politické vzkříšení. 1919
- Padesát historek ze života Jaroslava Haška. 1923
- První máj. Jeho vznik, historie a význam. 1946
- Karel Sladkovský. 1948

## Nakladatelská činnost (výběr)
- Honoré de Balzac: Neznámé arcidílo. 1909
- Zo d’Axa: Z Mazasu do Jerusalema. 1909
- Jules Renard: Bukolika. Vybrané prosy. 1913
- Aféra Netušilova jest velkou obžalobou policie, zvrhlé žurnalistiky i ovládané dnešní vlády. 1920